# Głębokość

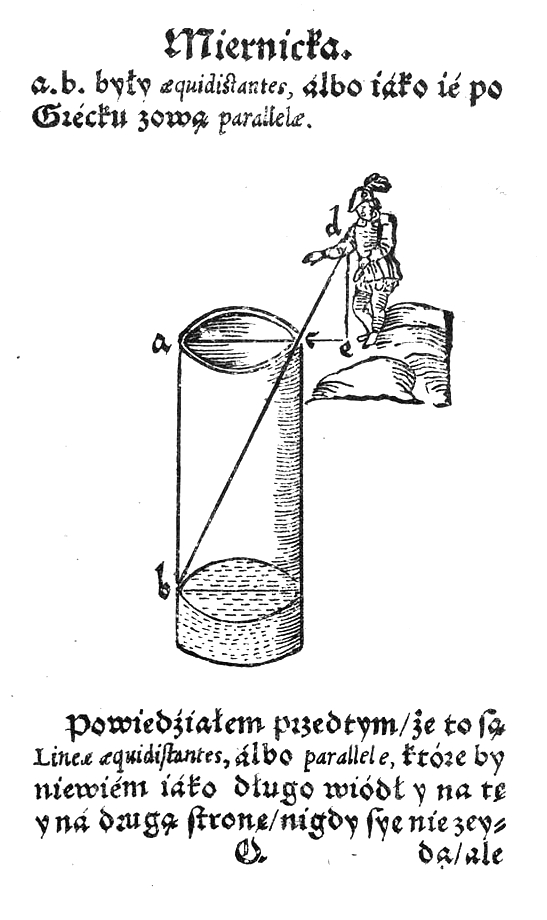
Pomiar głębokości z dzieła Stanisława Grzepskiego „Geometria to jest miernicka nauka” (1566)

Histogram powierzchni Ziemi (70,8% jej powierzchni pokryta jest wodą)

Głębokość (także głębia) – termin określający wewnętrzną miarę wgłębną, obszar lub przestrzeń oddaloną od punktu pomiaru w kierunku dna (np. dno oceaniczne, dno naczynia);  pionowa odległość od powierzchni w dół. Najgłębszym zbadanym miejscem na Ziemi jest Głębia Challengera położona w Rowie Mariańskim licząca 10 994 m p.p.m. W 2012 roku reżyser filmowy James Cameron dotarł na dno tego miejsca w pojeździe Deepsea Challenger.

## Znaczenia
Termin określa wielkość fizyczną (ma też liczne znaczenia przenośne). Jest stosowany m.in.:
- w geometrii – dla określenia miary wewnętrznej przedmiotów trójwymiarowych,
- w archeologii, geologii, geodezji, geografii, nawigacji – do określania pionowego położenia obiektów leżących poniżej powierzchni ziemi, lustra wody[a],
- w gleboznawstwie – do opisania głębokości gleby lub poszczególnych warstw jej profilu (rodzaju gleby i stopnia miąższości).
- w żegludze pojęcie głębokość tranzytowa oznacza najmniejszą głębokość, jaką ma określony odcinek toru wodnego.

## Urządzenia do pomiaru głębokości
Do pomiaru różnego rodzaju głębokości używa się urządzeń nazywanych głębokościomierzami. Istnieje kilka metod oraz urządzeń służących do tego celu.
- Do pomiarów głębokości obiektów 3D małych gabarytów używa się różnego rodzaju przyrządów warsztatowych, jak suwmiarka, głębokościomierz suwmiarkowy oraz mikrometr.
- Do pomiarów głębokości wody w zbiornikach wodnych, studniach, szybach oraz umiejscowienia  obiektów w nich umieszczonych używa się najczęściej różnego rodzaju sond ręcznych, jak ołowianka, oraz bardziej skomplikowanych urządzeń elektronicznych, jak echosonda. Wytwarzając impuls ultradźwiękowy odbijający się od wymiarowanych obiektów urządzenie to mierzy głębokość na podstawie odbieranych sygnałów zwrotnych.
- Głębokościomierza używa się do pomiarów głębokości zanurzenia obiektów, głównie różnego rodzaju statków, okrętów podwodnych i sond głębinowych. Urządzenia pomiarowe umieszczone są na ogół w zanurzonym obiekcie. Na zewnątrz obiektu umieszczane są czujniki ciśnienia statycznego[2] (zob. manometr, batymetria).
- Do pomiarów głębokości wód podziemnych używa się głębokościomierzy hydrogeologicznych[2], wśród których wyróżnia się urządzenia akustyczne (sygnalizujące dźwiękiem moment zetknięcia się sondy z powierzchnią wody), ciśnieniowe oraz elektryczne. Głębokościomierze ciśnieniowe sygnalizują zmianę położenia zwierciadła wody wskutek zmian ciśnienia hydrostatycznego, a elektryczne – moment zamknięcia obwodu wskutek zetknięcia się sondy ze zwierciadłem wody[3].